# Zona Cesarini
(Alessandro Baricco, 2015)

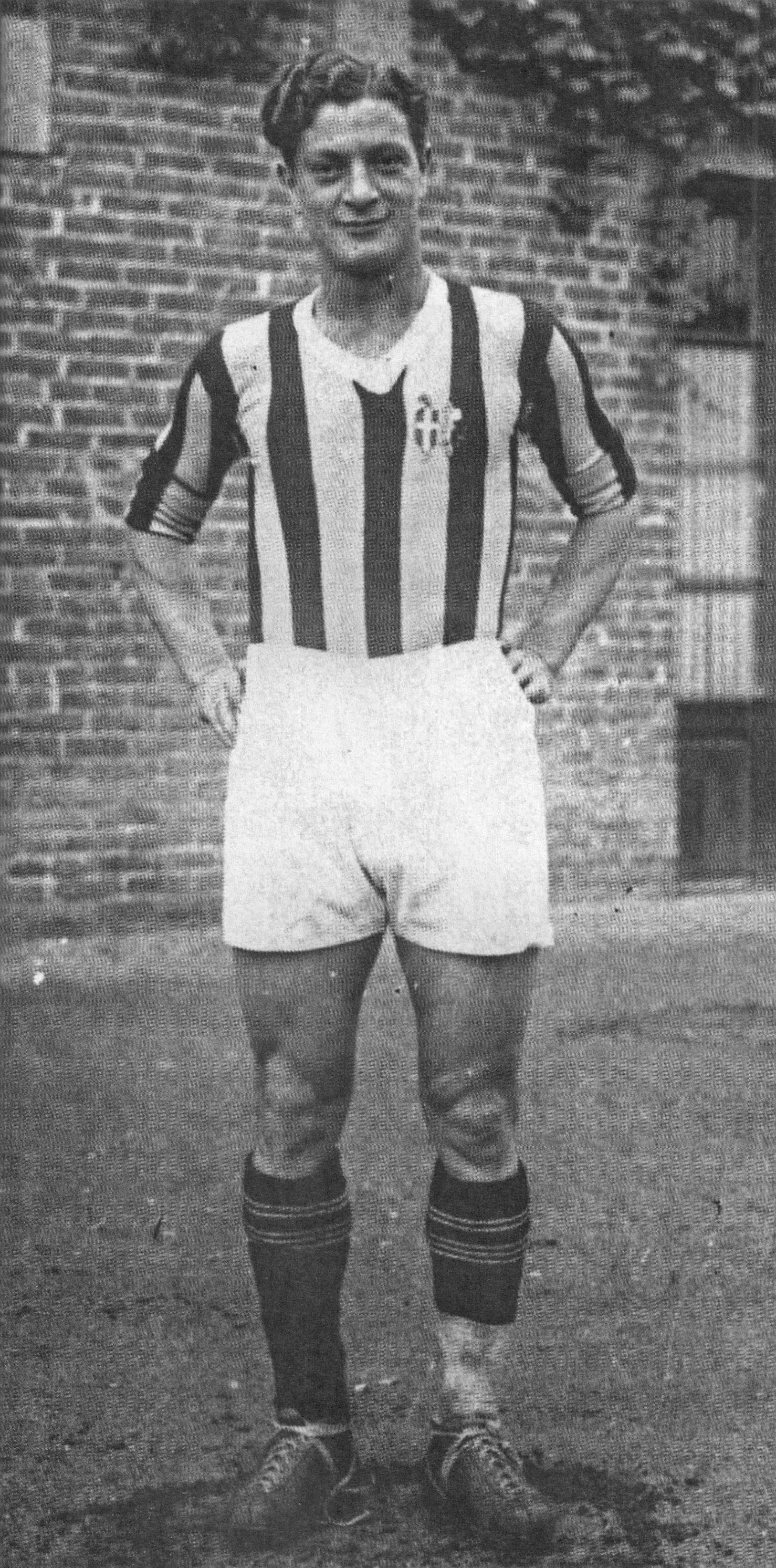
Renato Cesarini con la maglia della negli anni 30

L'espressione zona Cesarini è usata per indicare i minuti conclusivi e di recupero in un evento sportivo, in particolare nel calcio. 
Per metonimia, l'espressione è usata anche nel linguaggio comune in Italia per indicare fatti avvenuti, o situazioni cui si è posto rimedio, in extremis.

## Storia
L'espressione fa riferimento a Renato Cesarini, mezzala della Juventus nella prima metà degli anni 30 del XX secolo, il quale realizzò diversi gol nei minuti finali di partita (pur se non tutti decisivi ai fini del risultato), anche contro avversari di rango come Napoli e Torino.
La locuzione fu ufficialmente coniata in occasione dell'incontro, disputato il 13 dicembre 1931 a Torino, fra l'Italia e l'Ungheria, in una partita valida per la Coppa Internazionale: la gara, agonisticamente tesa, fu risolta al 90º minuto (dunque, ancora nel tempo regolamentare) proprio da una rete di Cesarini, che così permise agli Azzurri di imporsi per 3-2. In realtà, come lui stesso ammise anni dopo, nell'occasione il calciatore italo-argentino sfruttò anche il regolamento di allora, che non contava ancora le infrazioni commesse sui propri compagni come falli:
(Renato Cesarini)
La domenica successiva, il giornalista Eugenio Danese parlò di "caso Cesarini" riferendosi a una rete segnata da Umberto Visentin all'89º minuto della partita di campionato fra Ambrosiana-Inter e Roma, che fissò il risultato finale sul 2-1 a favore dei nerazzurri.
Il termine "zona", invece, fu probabilmente preso a prestito dal gioco del bridge, ove la stessa parola indica la fase finale di una partita.